# Уеб програмиране
Уеб програмиране e термин, обхващащ множество значения, основно свързани с работата извършвана при разработването на уеб сайт за Интернет (WWW) или интранет (частна мрежа). Уеб програмирането може да варира от разработването на най-простите статични единични страници от обикновен текст до най-сложните уеб-базирани интернет приложения, електронни бизнеси и услуги от типа на социалните мрежи. По-обширен списък на задачите, които уеб програмирането обикновено обхваща може да включва уеб дизайн, разработка на уеб приложения, разработване на уеб съдържание, писане на скриптове за клиент/сървър приложения, конфигурации за уеб сървър и мрежова сигурност и разработване на приложения за електронна търговия. Сред професионалистите в областта на уеб програмирането терминът има по-скоро значение на аспектите, които не включват дизайн или това са по-скоро тези аспекти, които са ориентирани към изграждането на сайта, кодиране и писане на маркиращи езици като HTML.
За големите организации и бизнеси уеб програмистките екипи (тиймове) могат да се състоят от стотици уеб разработчици (програмисти). По-малките организации могат да се нуждаят от един перманентен или договорен (по проект) уебмастър или вторични изпълнители и позиции като графичен дизайнер и/или специалист-техник по информационни системи (ИТ специалист). Уеб програмирането може да бъде от типа съвместно разработване на приложения с участието на няколко департамента, а не само на един конкретно фокусиран върху тази дейност департамент.